# Mad Dogs & Englishmen
Mad Dogs & Englishmen is een dubbel livealbum van de Britse zanger Joe Cocker. Dit album is opgenomen tijdens een Amerikaanse tournee die plaatsvond in het voorjaar van 1970.
De titel is ontleend aan de gevleugelde uitdrukking "Mad dogs and Englishmen go out in the midday sun" en het gelijknamige nummer van Noël Coward.

## Achtergrond
Joe Cocker vernam op 12 maart 1970 van zijn management dat hij op 20 maart zou starten met een Amerikaanse tournee. In die korte periode moest hij een uitgebreide begeleidingsband samenstellen. Dit lukte hem samen met Leon Russell, die zich ontpopte als de muzikaal leider van de band. Deze bestond uit ruim twintig muzikanten, bestaande uit een tienkoppig koor, meerdere drummers en percussionisten en een blazerssectie.
Cocker heeft altijd het meeste succes gehad met covers van zeer uiteenlopende artiesten. Op deze plaat staan zowel covers van rocksongs (onder anderen van The Beatles, The Rolling Stones en The Box Tops) als soulnummers (van Ray Charles, Otis Redding en Sam & Dave.
Op dit album staan vier nummers die (in een studioversie) voorkomen op een van de twee voorafgaande albums van Joe Cocker: Bird on the wire (geschreven door Leonard Cohen), Feeling allright (van Dave Mason), She Came In through the Bathroom Window (van John Lennon en Paul McCartney) en Delta Lady (van Leon Russell).
De bandleden Leon Russell en Bonnie Bramlett hebben twee nummers aangeleverd voor dit album: Superstar en Give peace a chance. Superstar wordt gezongen door Joe Cocker samen met Rita Coolidge. De countryballad Girl from the north country is afkomstig van het album Nashville Skyline van Bob Dylan en wordt op dit album gezongen door Leon Russell en Joe Cocker. De soulballad I've been loving you too long staat op het album Otis Blue: Otis Redding sings soul uit 1965, en The letter is in 1967 een hit geweest van de Amerikaanse rockband The Box Tops.
Dit album bevat een registratie van een aantal concerten die hebben plaatsgevonden in de Fillmore East, een concertzaal in  New York. Deze zaal is maar een paar jaar open geweest (maart 1968-juni 1971) en er zijn veel artiesten die daar een album hebben opgenomen, waaronder The Allman Brothers Band, Grateful Dead, Jefferson Airplane, Frank Zappa, Neil Young en veel anderen.

## Tracklist

### Lp-kant 1
1. Intro (0:44)
2. Honky Tonk Women – Mick Jagger, Keith Richards (3:47)
3. Intro (0:17)
4. Sticks and stones – Titus Turner, Henry Glover (2:37)
5. Cry Me a River – Arthur Hamilton (4:00)
6. Bird on the wire – Leonard Cohen (6:37)

### Lp-kant 2
1. Feelin' allright – Dave Mason (5:47)
2. Superstar (solozang Rita Coolidge) – Leon Russell, Bonnie Bramlett (5:02)
3. Intro (0:16)
4. Let's get stoned – Nickolas Ashford, Valerie Simpson, Josephine Armstead (7:30)

### Lp-kant 3
1. Blue medley (12:46)
  - I'll drown in my own tears – Henry Glover
  - When something is wrong with my baby (co-zang Bobby Jones) – Isaac Hayes, David Porter
  - I've been loving you too long – Otis Redding, Jerry Butler
2. Intro (0:41)
3. Girl from the north country (gezongen door Cocker en Russell) – Bob Dylan (2:32)
4. Give peace a chance – Bonnie Bramlett, Leon Russell (4:14)

### Lp-kant 4
1. Intro (0:41)
2. She came in through the bathroom window – (John Lennon, Paul McCartney) (3:01)
3. Space captain – Matthew Moore (5:15)
4. The letter – Wayne Carson Thompson (4:46)
5. Delta lady – Leon Russell (5:40)

## Bonusuitgave
In 2005 (35 jaar nadat dit album verscheen) werd een jubileum DeLuxe album uitgegeven, bestaande uit twee discs. Op dit album staat ook een aantal tracks die niet eerder zijn uitgebracht, zoals The Weight van The Band, Something en Let it be van The Beatles, Darling Be Home Soon van The Lovin' Spoonful en Further up the road van Bobby “Blue” Bland. Leon Russell heeft drie nummers toegevoegd, waarvan The ballad of Mad Dogs and Englishmen in 1971 is opgenomen op het album Leon Russell and the shelter people.

### Bonustracks schijf 1
1. The weight – Robbie Robertson (5:57)
2. Something – George Harrison (5:33)
3. Darling be home soon – John Sebastian (5:47)
4. Let it be (solozang Claudia Lennear) – John Lennon, Paul McCartney (3:40)
5. Further up the road (solozang Don Preston) – Joe Medwick, Don Robey (4:00)

### Bonustracks schijf 2
1. Hummingbird (solozang Leon Russell) – Leon Russell (4:08)
2. Dixie Lullaby (solozang Leon Russell) – Leon Russell, Chris Stainton (2:58)
3. With a little help from my friends – Lennon, McCartney (8:40)
4. Warm up jam (incl. Under My Thumb) – Mick Jagger, Keith Richards (5:45)
5. The ballad of Mad dogs and Englishmen (zang Leon Russell) – Leon Russell (3:59)

## Muzikanten
- Joe Cocker, Rita Coolidge, Donna Washburn, Claudia Lennear, Denny Cordell, Daniel Moore, Pamela Polland, Matthew Moore, Nicole Barclay, Bobby Jones – zang
- Leon Russell – gitaar, piano, achtergrondzang
- Don Preston – gitaar, achtergrondzang
- Chris Stainton – orgel, piano
- Carl Radle – basgitaar
- Jim Gordon, Jim Keltner, Chuck Blackwell – drums
- Chuck Blackwell, Sandy Konikoff, Bobby Torres – percussie
- Jim Horn, Bobby Keys – saxofoon
- Jim Price – trompet

## Album
Het album is geproduceerd door Denny Cordell en Leon Russell. De opnames hebben plaatsgevonden in maart 1970 en het album is uitgebracht in augustus 1970. Het album werd door het Amerikaanse tijdschrift AllMusic gewaardeerd met vier en een halve ster (maximaal vijf).
Van het album Mad Dogs and Englishmen werden in de Verenigde Staten 500.000 exemplaren verkocht, wat een gouden plaat opleverde. Het album heeft een negende plaats behaald in de Nederlandse album charts. In 1971 is een documentaire verschenen over deze concerten. De uitgebreide discografie van dit album staat op de website Discogs.

## Singles
- De single The letter/Space captain is opgenomen tijdens de repetities van de tournee en tijdens de tournee uitgebracht.
- De single Cry me a river/Give peace a chance is afkomstig van het album.
- De single Ballad of mad dogs and englishmen /Let it be staat niet op het album, maar wel op de soundtrack van de documentaire.